# C. Jay Cox

## Biographie
Appartenant à une famille mormone depuis cinq générations, Cox grandit dans le Nevada. À l’âge de huit ans, il réalise son premier film, une œuvre de deux minutes intitulée Vampire Cave. Il continue par la suite à écrire et à créer des courts-métrages.
Jeune homme, Cox se diplôme en journalisme à l’université Brigham-Young, une université liée à l’Église de Jésus-Christ des saints des derniers jours située à Provo, en Utah. Par la suite, il déménage à Los Angeles, où il vit toujours aujourd’hui, et y travaille notamment comme acteur et photographe. En tant qu'acteur, il apparaît dans Nightmare Sisters (1987) de David DeCoteau (et aux côtés de Linnea Quigley). Il commence ensuite à réaliser des courts-métrages, des films industriels et des documentaires.
En 1998, il écrit le scénario de The Thing in Bob's Garage, ce qui lui vaut une certaine notoriété et lui permet d’être engagé pour réécrire les scriptes d’autres auteurs.
En 2002, Cox écrit le scénario de Fashion victime (avec Reese Witherspoon) qui est un succès au box-office américain. L’année suivante, il écrit et réalise un film beaucoup plus personnel, Cox étant lui-même ouvertement gay, La Tentation d’Aaron (Latter Days), qui raconte l’histoire d’un jeune missionnaire mormon et homosexuel. Le film est primé lors de plusieurs festivals de films gays et lesbiens aux États-Unis et en Europe mais la critique est mitigée.
En 2007, Cox produit et dirige le film Kiss the Bride, qui met en scène Tori Spelling. En 2009, il est scénariste pour le film New in Town, avec Renée Zellweger et Harry Connick Jr..
En 2024, il est aperçu en train de proférer une fessée sur un ado de 15 ans sur le live de Vitaly en direct sur la plateforme de streaming Kick.

## Filmographie
Acteur
- 1987 : Nightmare Sisters
- 1987 : The Offspring

Réalisateur
- 1996 : Get That Girl
- 1998 : Reason Thirteen (court-métrage)
- 2003 : La Tentation d’Aaron
- 2008 : Embrassez le marié !

Scénariste
- 1998 : Reason Thirteen (court-métrage)
- 1998 : The Thing in Bob's Garage
- 1998 : The Governess (en)
- 2002 : Fashion victime
- 2003 : La Tentation d’Aaron
- 2009 : New in Town
- 2013 : Le Candidat de mon cœur (The Makeover) (TV)